# Єрденсторф
Єрденсторф (нім. Jördenstorf) — громада в Німеччині, розташована в землі Мекленбург-Передня Померанія. Входить до складу району Росток. Складова частина об'єднання громад Мекленбургіше-Швайц.
Площа — 27,64 км2. Населення становить 936 ос. (станом на 31 грудня 2020).

## Галерея

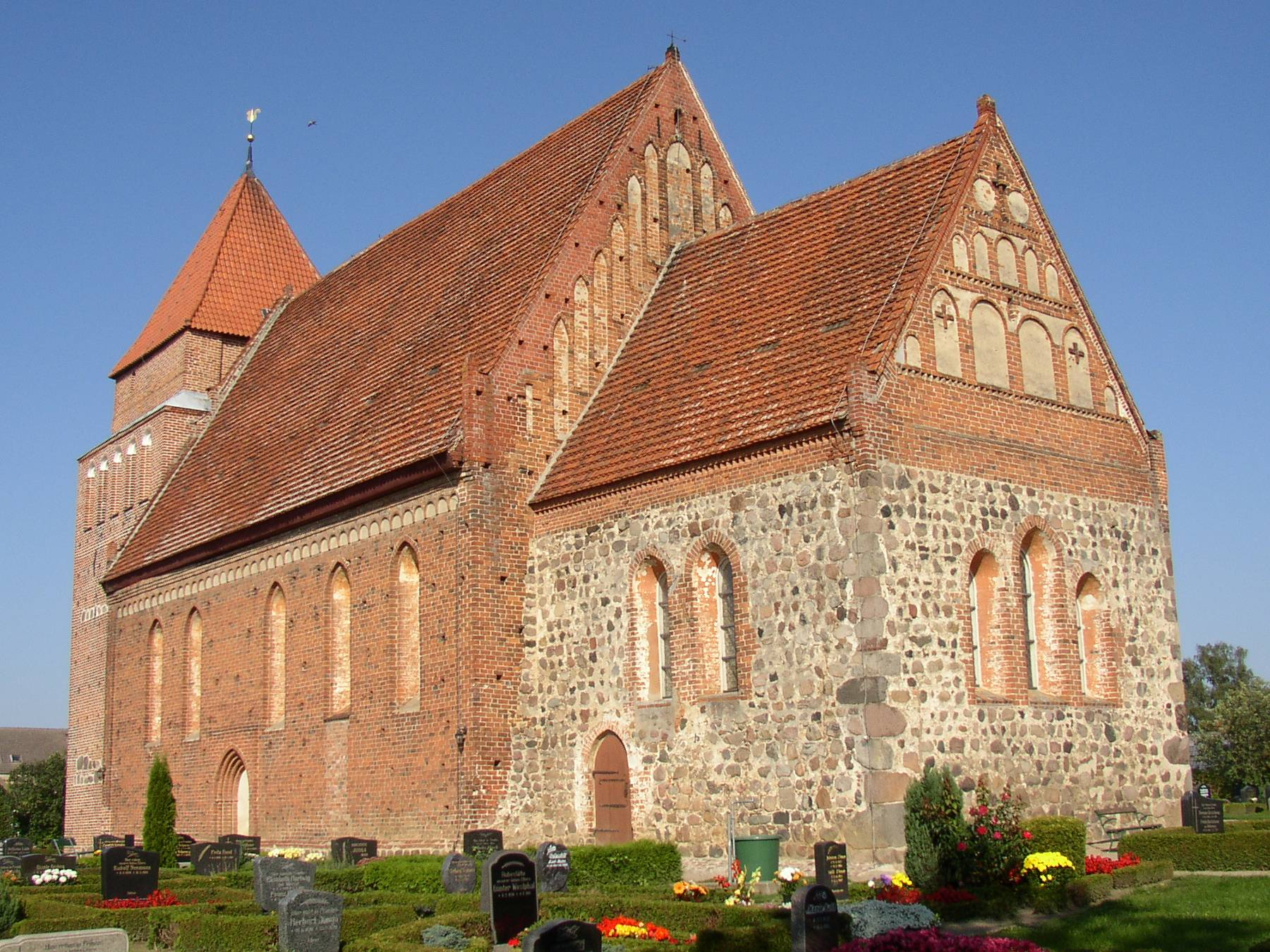